# Трюггви Претендент
Трюггви Олафссон (Трюггви Претендент; др.-сканд. Tryggvi Ólafsson, норв. Tryggve Olavsson; погиб в 1033, Букн, Норвегия) — викинг, объявивший себя в 1033 году сыном короля Норвегии Олафа I и Гиды Ирландской, дочери Олава Кварана. До сих пор, подлинное происхождение Трюггви Претендента не выяснено.
В соответствии с собственной версией родился около 989 года в Дублинском королевстве.
Согласно саге об Олафе Святом, в 1033 году — на третий год правления в Норвегии Свена Кнутссона, сына датского короля Кнута Великого — стало известно о том, что «на западе за морем» (вероятно, имеется в виду Ирландия или Шотландия) собирается войско, во главе которого стоит человек по имени Трюггви, называющий себя сыном Олафа I Трюггвасона и ирландской королевы Гиды (Гюды). Противники Трюггви тут же поспешили заявить о несостоятельности его притязаний, называя его сыном простого священника. Хотя, Снорри Стурлусон в своей саге утверждал, что в Викене, родовом владении Олафа Трюггвасона, у претендента было «много могущественных родичей». Более того, согласно саге «Гнилая кожа», Харальд III Суровый заявлял о своем родстве с Трюггви Претендентом, таким образом, признавая его принадлежность к роду Хорфагеров. Некоторые люди действительно верили в «королевскую» версию происхождения Трюггви.

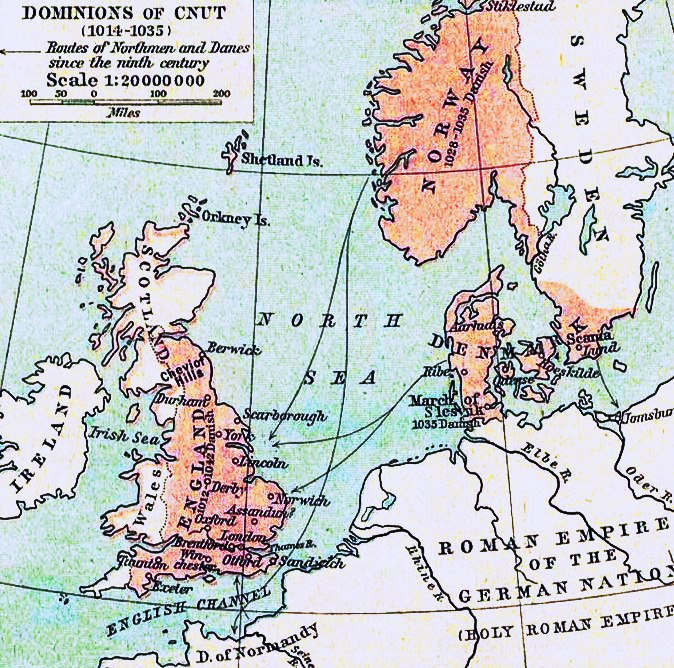
Датско-норвежско-английская держава Кнута Великого (1014—1035)

Как только весть о начавшемся походе Трюггви Претендента дошла до наместника Свена Кнутссона и его матери Эльфгифу Нортгемптонской, они стали собирать войско из лендерманнов (землевладельцев) Холугаланда и Тронхейма, однако, очень многие знатные воины не захотели участвовать в этом походе — например, Эйнар Брюхотряс (сражавшийся в войсках Олафа Трюггвасона ещё в битве у Свольдера) и Кальв Арнессон (возглавлявший войско бондов при Стикластадире) не захотели воевать на стороне Датского короля. Они были недовольны тенденцией Кнута Великого к усилению центральной власти. Свен Кнутссон повёл собранные войска к Викену, думая, что Трюггви Претендент, пройдя через пролив Скагеррак, нанесет удар именно там.
Корабли Трюггви подошли сперва к Хордаланну, а затем направились в Ругаланн. Там, у острова Букн, флоты противников сошлись в решающей битве. Согласно саге, во время битвы Трюггви кидал копья двумя руками, крича «Так учил меня мой отец служить мессу!» — так он насмехался над врагами, которые упрекали его в том, что он был сыном священника. Битва была очень напряженной, однако, несмотря на слова Снорри Стурлусона о доблести Трюггви Олафссона, в бою претендент погиб. Об этом был сочинен «Флокк о Трюггви»:

Шли на брань с войсками

С юга Свейн, а Трюггви

От полнощи, вспыхнул

Спор меж них секирный.

Был я — сталь звенела —

Свидетелем этой

Ссоры. Смерть средь бранных

Игр нашли герои.
По другой версии, Трюггви сумел выжить и спасся, но вскоре после битвы был убит земледельцем недалеко от того места, где происходило сражение. Согласно легенде, через несколько лет после смерти Трюггви место сражения посетил король Харальд III Суровый, там он встретил своего старого друга, который указал королю на предполагаемого убийцу. Харальд, признавший своё родство с Трюггви и обещавший отомстить за его смерть, приказал повесить  убийцу.